# قرار مجلس الأمن التابع للأمم المتحدة رقم 1408
قرار مجلس الأمن التابع للأمم المتحدة رقم 1408، المتخذ بالإجماع في 6 أيار / مايو 2002، بعد الإشارة إلى القرارات 1132 (1997)، 1171 (1998)، 1306 (2000)، 1343 (2001)، 1385 (2001)، 1395 (2002) و1400 (2002) بشأن الوضع في سيراليون، مدد المجلس العقوبات ضد ليبيريا لدعمها المتمردين في الحرب الأهلية في سيراليون.

## القرار

### أعمال
وبموجب الفصل السابع من ميثاق الأمم المتحدة، قرر مجلس الأمن أن ليبيريا لم تفِ بمتطلبات القرار 1343 الذي كان يهدف إلى توطيد وتعزيز عملية السلام في سيراليون واتحاد نهر مانو. ومع ذلك، فقد استوفى البلد شرط تحديث سجل طائراته. وحث جميع بلدان المنطقة على إنهاء دعمها للجماعات المسلحة ومنعها من زعزعة استقرار الحالة على الحدود بين غينيا وليبيريا وسيراليون.
ومدد القرار العقوبات المتعلقة بالماس الخام والسفر ضد ليبيريا لمدة 12 شهرًا أخرى تبدأ في الساعة 00.01 بتوقيت شرق الولايات المتحدة في 7 مايو 2002، وستجرى مراجعة في نهاية الفترة بشأن ما إذا كانت الحكومة الليبيرية قد امتثلت أم لا. وعلاوة على ذلك، طُلب منها وضع نظام فعال وشفاف وقابل للتحقق من شهادات المنشأ، مع مراعاة نظام عملية كيمبرلي الدولي لإصدار الشهادات. سيتم استثناء الماس الخام الخاضع لسيطرة الحكومة الليبيرية من الحظر.
كما طُلب من الحكومة الليبيرية إجراء عمليات تدقيق شفافة ويمكن التحقق منها لضمان استخدام الإيرادات المتأتية من سجل الشحن الليبيري وصناعة الأخشاب لأغراض مشروعة وليس انتهاكًا للقرار الحالي. صدرت تعليمات للأمين العام كوفي عنان بتقديم تقرير بحلول 21 أكتوبر / تشرين الأول 2002 عن تنفيذ القرار الحالي بينما طُلب من لجنة مجلس الأمن التحقيق في انتهاكات القرار 788 (1992) عندما كان ساري المفعول.
وطُلب من الأمين العام إنشاء فريق من خمسة خبراء بحد أقصى لمدة ثلاثة أشهر للتحقيق في انتهاكات العقوبات وتأثيرها المحتمل على السكان الليبريين. وأية معلومات جمعتها اللجنة يجب أن تعرض على الدول المعنية. تم حث جميع الدول على الامتثال الكامل للحظر وتوخي الحذر في معاملات الأسلحة لمنع التحويل غير القانوني للأسلحة إلى الأسواق غير المشروعة في المنطقة.
وأخيرا، أعلن المجلس أن مراجعة العقوبات ستجرى قبل 7 تشرين الثاني / نوفمبر 2002 وكل ستة أشهر بعد ذلك.

## روابط خارجية
- نص القرار في undocs.org